# Liste österreichischer Gerichte

Gerichtsbarkeit in Österreich

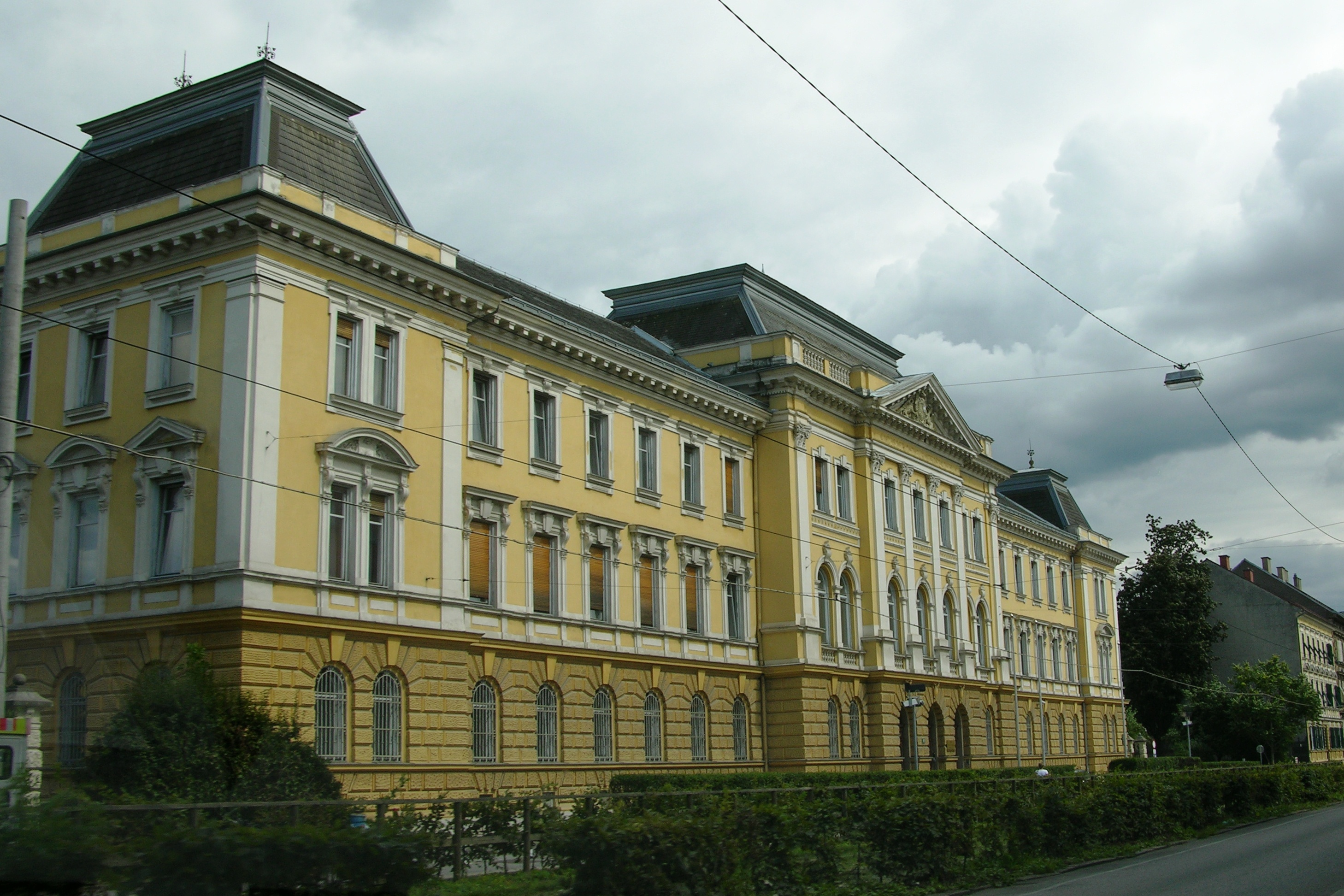
Landesgericht für Strafsachen Graz (2008)

## Ordentliche Gerichte
Die ordentliche Gerichtsbarkeit ist vierstufig organisiert:
- Oberster Gerichtshof (OGH)
- Oberlandesgericht (OLG)
- Landesgericht (LG)
- Bezirksgericht (BG)

| Bundesland       | Anzahl der Gerichte | Anzahl der Gerichte | Anzahl der Gerichte | Anzahl der Gerichte | Einwohner (2024) |
| Bundesland       | OGH                 | OLG                 | LG                  | BG                  | Einwohner (2024) |
| ---------------- | ------------------- | ------------------- | ------------------- | ------------------- | ---------------- |
| Burgenland       |                     |                     | 1                   | 6                   | 301.951          |
| Kärnten          |                     |                     | 1                   | 11                  | 569.744          |
| Niederösterreich |                     |                     | 4                   | 26                  | 1.723.723        |
| Oberösterreich   |                     | 1                   | 4                   | 18                  | 1.530.349        |
| Salzburg         |                     |                     | 1                   | 6                   | 571.479          |
| Steiermark       |                     | 1                   | 3                   | 15                  | 1.269.801        |
| Tirol            |                     | 1                   | 1                   | 13                  | 775.970          |
| Vorarlberg       |                     |                     | 1                   | 5                   | 409.973          |
| Wien             | 1                   | 1                   | LG 4                | BG 13               | 2.005.760        |
| Österreich       | 1                   | 4                   | 20                  | 113                 | 9.158.750        |

LG Einschließlich Handelsgericht Wien und Arbeits- und Sozialgericht Wien
BG Einschließlich Bezirksgericht für Handelssachen Wien
- Oberster Gerichtshof (ECLI-Gerichtscode OGH0002)
  - Oberlandesgericht Wien (OLG0009)
    - in Wien:
      - Landesgericht für Zivilrechtssachen Wien (LG00003)
      - Landesgericht für Strafsachen Wien (LG00046)
      - Handelsgericht Wien (LG00007)
      - Arbeits- und Sozialgericht Wien (LG00021)
        - Bezirksgericht Innere Stadt Wien (BG00001)
          - Innere Stadt (1. Wiener Gemeindebezirk)
          - Landstraße (3. Wiener Gemeindebezirk)
          - Wieden (4. Wiener Gemeindebezirk)
          - Margareten (5. Wiener Gemeindebezirk)
          - Mariahilf (6. Wiener Gemeindebezirk)
          - Simmering (11. Wiener Gemeindebezirk)

        - Bezirksgericht Leopoldstadt (BG00082)
          - Leopoldstadt (2. Wiener Gemeindebezirk)
          - Brigittenau (20. Wiener Gemeindebezirk)

        - Bezirksgericht Josefstadt (BG00028)
          - Neubau (7. Wiener Gemeindebezirk)
          - Josefstadt (8. Wiener Gemeindebezirk)
          - Alsergrund (9. Wiener Gemeindebezirk)

        - Bezirksgericht Favoriten (BG00011)
          - Favoriten (10. Wiener Gemeindebezirk)

        - Bezirksgericht Meidling (BG00081)
          - Meidling (12. Wiener Gemeindebezirk)

        - Bezirksgericht Hietzing (BG00012)
          - Hietzing (13. Wiener Gemeindebezirk)

        - Bezirksgericht Fünfhaus (BG00013)
          - Penzing (14. Wiener Gemeindebezirk)
          - Rudolfsheim-Fünfhaus (15. Wiener Gemeindebezirk)

        - Bezirksgericht Hernals (BG00014)
          - Ottakring (16. Wiener Gemeindebezirk)
          - Hernals (17. Wiener Gemeindebezirk)

        - Bezirksgericht Döbling (BG00015)
          - Währing (18. Wiener Gemeindebezirk)
          - Döbling (19. Wiener Gemeindebezirk)

        - Bezirksgericht Floridsdorf (BG00016)
          - Floridsdorf (21. Wiener Gemeindebezirk)

        - Bezirksgericht Donaustadt (BG00027)
          - Donaustadt (22. Wiener Gemeindebezirk)

        - Bezirksgericht Liesing (BG00018)
          - Liesing (23. Wiener Gemeindebezirk)

        - Bezirksgericht für Handelssachen Wien (BG00008)

    - in Niederösterreich:
      - Landesgericht St. Pölten (LG00199)
        - Bezirk Amstetten
          - Bezirksgericht Amstetten (BG00030)
          - Bezirksgericht Haag (BG00083)

        - Bezirk Lilienfeld
          - Bezirksgericht Lilienfeld (BG00193)

        - Bezirk Melk
          - Bezirksgericht Melk (BG00141)

        - Statutarstadt St. Pölten
 Bezirk St. Pölten
          - Bezirksgericht Neulengbach (BG00197)
          - Bezirksgericht Purkersdorf (BG00019)
          - Bezirksgericht St. Pölten (BG00192)

        - Bezirk Scheibbs
          - Bezirksgericht Scheibbs (BG00220)

        - Bezirk Tulln
          - Bezirksgericht Tulln (BG00201)

        - Statutarstadt Waidhofen an der Ybbs
          - Bezirksgericht Waidhofen an der Ybbs (BG00084)

      - Landesgericht Korneuburg (LG00119)
        - Bezirk Bruck an der Leitha
          - Bezirksgericht Bruck an der Leitha (BG00050)
          - Bezirksgericht Schwechat (BG00052)

        - Bezirk Gänserndorf
          - Bezirksgericht Gänserndorf (BG00060)

        - Bezirk Hollabrunn
          - Bezirksgericht Hollabrunn (BG00090)

        - Bezirk Korneuburg
          - Bezirksgericht Korneuburg (BG00110)

        - Bezirk Mistelbach
          - Bezirksgericht Mistelbach (BG00150)

        - Bezirk Tulln
          - Bezirksgericht Klosterneuburg (BG00017)

      - Landesgericht Krems an der Donau (LG00129) Das Landesgericht Krems (2008)
        - Bezirk Gmünd

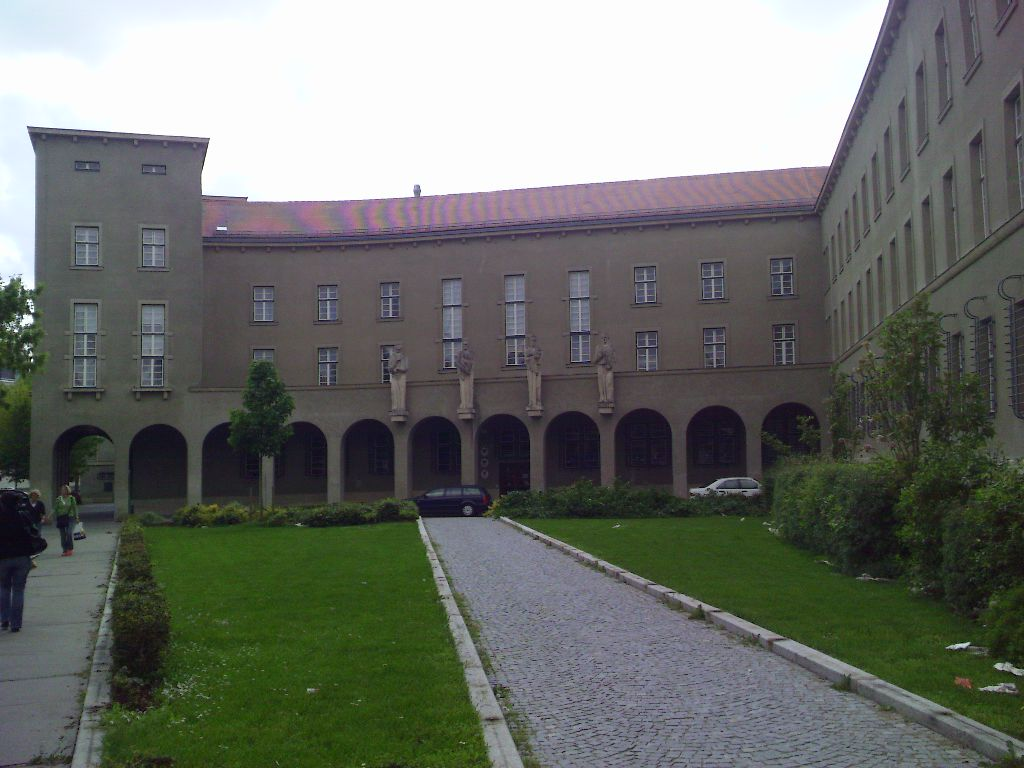
Das Landesgericht Krems (2008)

          - Bezirksgericht Gmünd in Niederösterreich (BG00070)

        - Bezirk Horn
          - Bezirksgericht Horn (BG00100)

        - Statutarstadt Krems an der Donau
 Bezirk Krems
          - Bezirksgericht Krems an der Donau (BG00121)

        - Bezirk Waidhofen an der Thaya
          - Bezirksgericht Waidhofen an der Thaya (BG00211)

        - Bezirk Zwettl
          - Bezirksgericht Zwettl (BG00243)

      - Landesgericht Wiener Neustadt (LG00239)
        - Bezirk Baden
          - Bezirksgericht Baden (BG00040)

        - Bezirk Mödling
          - Bezirksgericht Mödling (BG00161)

        - Bezirk Neunkirchen
          - Bezirksgericht Neunkirchen (BG00233)

        - Statutarstadt Wiener Neustadt
 Bezirk Wiener Neustadt
          - Bezirksgericht Wiener Neustadt (BG00234)

    - im Burgenland:
      - Landesgericht Eisenstadt (LG00309)
        - Statutarstadt Eisenstadt
 Bezirk Eisenstadt-Umgebung
 Statutarstadt Rust
          - Bezirksgericht Eisenstadt (BG00300)

        - Bezirk Güssing
        - Bezirk Jennersdorf
          - Bezirksgericht Güssing (BG00310)

        - Bezirk Mattersburg
          - Bezirksgericht Mattersburg (BG00301)

        - Bezirk Neusiedl am See
          - Bezirksgericht Neusiedl am See (BG00320)

        - Bezirk Oberpullendorf
          - Bezirksgericht Oberpullendorf (BG00330)

        - Bezirk Oberwart
          - Bezirksgericht Oberwart (BG00340)

  - Oberlandesgericht Graz (OLG0639)
    - in der Steiermark:
      - Landesgericht für Strafsachen Graz (LG00637)
      - Landesgericht für Zivilrechtssachen Graz (LG00638)
        - Bezirk Deutschlandsberg
          - Bezirksgericht Deutschlandsberg (BG00610)

        - Statutarstadt Graz
 Bezirk Graz-Umgebung

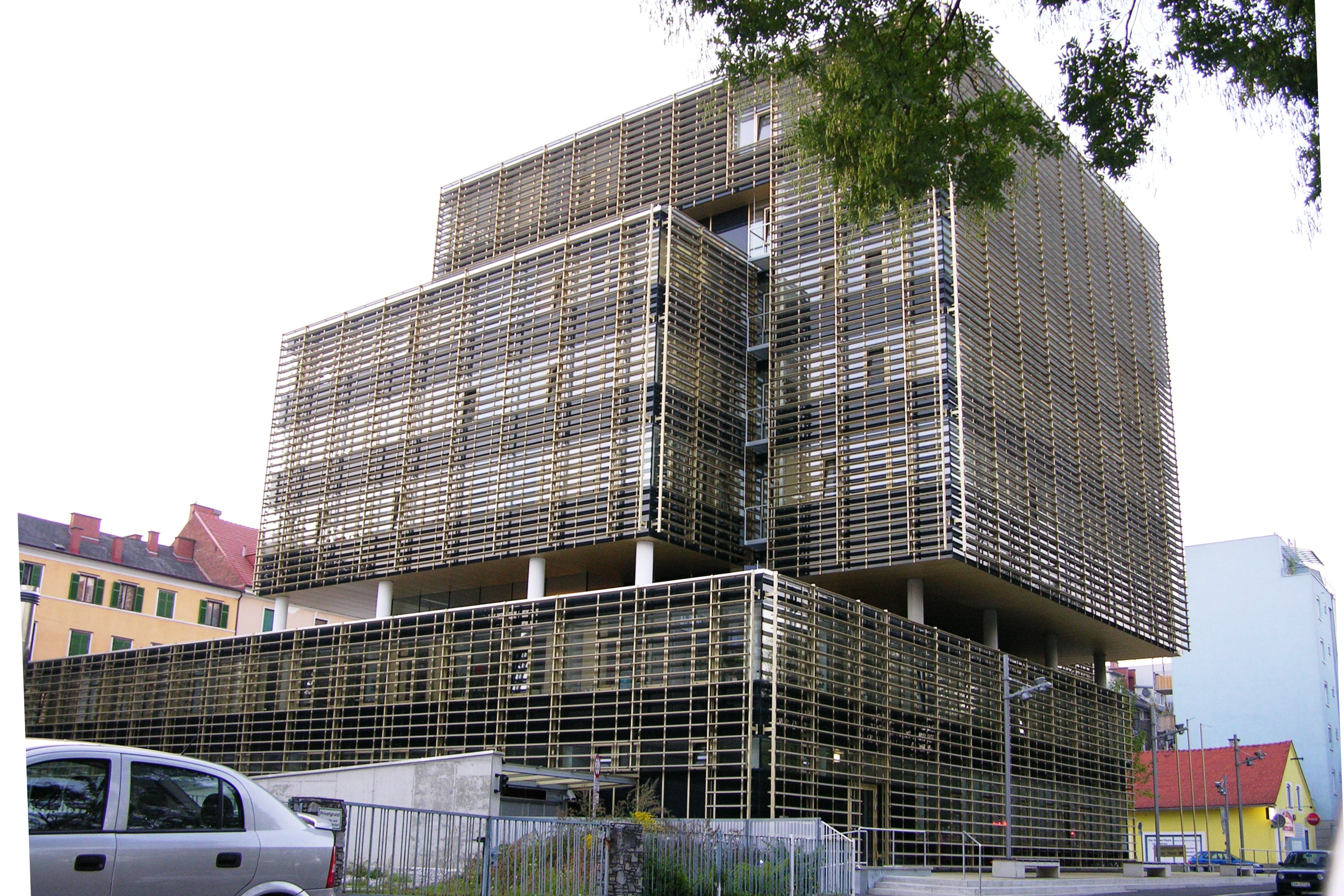
Das Bezirksgericht Graz-West (2007)

          - Bezirksgericht Graz-Ost (BG00631) Das Bezirksgericht Graz-West (2007)
          - Bezirksgericht Graz-West (BG00641)

        - Bezirk Hartberg-Fürstenfeld
          - Bezirksgericht Fürstenfeld (BG00622)

        - Bezirk Leibnitz
          - Bezirksgericht Leibnitz (BG00660)

        - Bezirk Südoststeiermark
          - Bezirksgericht Feldbach (BG00620)

        - Bezirk Voitsberg
          - Bezirksgericht Voitsberg (BG00633)

        - Bezirk Weiz
          - Bezirksgericht Weiz (BG00682)

      - Landesgericht Leoben (LG00609)
        - Bezirk Bruck-Mürzzuschlag
          - Bezirksgericht Bruck an der Mur (BG00600)
          - Bezirksgericht Mürzzuschlag (BG00605)

        - Bezirk Leoben
          - Bezirksgericht Leoben (BG00603)

        - Bezirk Liezen
          - Bezirksgericht Liezen (BG00671)
          - Bezirksgericht Schladming (BG00676)

        - Bezirk Murau
          - Bezirksgericht Murau (BG00652)

        - Bezirk Murtal
          - Bezirksgericht Judenburg (BG00650)

    - in Kärnten:
      - Landesgericht Klagenfurt (LG00729)
        - Statutarstadt Klagenfurt
 Bezirk Klagenfurt Land
          - Bezirksgericht Ferlach (BG00720)
          - Bezirksgericht Klagenfurt (BG00721)

        - Bezirk Feldkirchen
          - Bezirksgericht Feldkirchen (BG00723)

        - Bezirk Hermagor
          - Bezirksgericht Hermagor (BG00750)

        - Bezirk St. Veit an der Glan
          - Bezirksgericht Sankt Veit an der Glan (BG00740)

        - Bezirk Spittal an der Drau
          - Bezirksgericht Spittal an der Drau (BG00730)

        - Statutarstadt Villach
 Bezirk Villach Land
          - Bezirksgericht Villach (BG00752)

        - Bezirk Völkermarkt
          - Bezirksgericht Bleiburg (BG00760)
          - Bezirksgericht Eisenkappel (BG00762)
          - Bezirksgericht Völkermarkt (BG00761)

        - Bezirk Wolfsberg
          - Bezirksgericht Wolfsberg (BG00770)

  - Oberlandesgericht Linz (OLG0459)
    - in Oberösterreich:
      - Landesgericht Linz (LG00458)
        - Statutarstadt Linz
 Bezirk Freistadt
 Bezirk Rohrbach
 Bezirk Urfahr-Umgebung
          - Bezirksgericht Freistadt (BG00410)
          - Bezirksgericht Linz (BG00452)
          - Bezirksgericht Rohrbach (BG00473)
          - Bezirksgericht Urfahr (BG00456)

        - Bezirk Linz-Land
          - Bezirksgericht Traun (BG00453)

        - Bezirk Perg
          - Bezirksgericht Perg (BG00432)

      - Landesgericht Ried im Innkreis (LG00469)
        - Bezirk Braunau am Inn
          - Bezirksgericht Braunau am Inn (BG00400)
          - Bezirksgericht Mattighofen (BG00401)

        - Bezirk Ried im Innkreis
          - Bezirksgericht Ried im Innkreis (BG00461)

        - Bezirk Schärding
          - Bezirksgericht Schärding (BG00482)

      - Landesgericht Steyr (LG00499)
        - Bezirk Kirchdorf
          - Bezirksgericht Kirchdorf an der Krems (BG00491)

        - Statutarstadt Steyr
 Bezirk Steyr-Land
          - Bezirksgericht Steyr (BG00492)

      - Landesgericht Wels (LG00519)
        - Statutarstadt Wels
 Bezirk Wels-Land
          - Bezirksgericht Wels (BG00512)

        - Bezirk Eferding
          - Bezirksgericht Eferding (BG00450)

        - Bezirk Gmunden
          - Bezirksgericht Gmunden (BG00421)
          - Bezirksgericht Bad Ischl (BG00420)

        - Bezirk Grieskirchen
          - Bezirksgericht Grieskirchen (BG00440)

        - Bezirk Vöcklabruck
          - Bezirksgericht Vöcklabruck (BG00503)

    - in Salzburg:
      - Landesgericht Salzburg (LG00569)
        - Statutarstadt Salzburg
 Bezirk Salzburg-Umgebung
          - Bezirksgericht Salzburg (BG00565)
          - Bezirksgericht Seekirchen am Wallersee (BG00590)

        - Bezirk Hallein
          - Bezirksgericht Hallein (BG00562)

        - Bezirk St. Johann im Pongau
          - Bezirksgericht Sankt Johann im Pongau (BG00551)

        - Bezirk Tamsweg
          - Bezirksgericht Tamsweg (BG00580)

        - Bezirk Zell am See
          - Bezirksgericht Zell am See (BG00573)

  - Oberlandesgericht Innsbruck (OLG0819)
    - in Tirol:
      - Landesgericht Innsbruck (LG00818)
        - Statutarstadt Innsbruck
 Bezirk Innsbruck-Land
          - Bezirksgericht Hall (in Tirol) (BG00810)
          - Bezirksgericht Innsbruck (BG00811)
          - Bezirksgericht Telfs (BG00813)

        - Bezirk Imst
          - Bezirksgericht Imst (BG00800)
          - Bezirksgericht Silz (BG00801)

        - Bezirk Kitzbühel
          - Bezirksgericht Kitzbühel (BG00821)

        - Bezirk Kufstein
          - Bezirksgericht Kufstein (BG00830)
          - Bezirksgericht Rattenberg (BG00831)

        - Bezirk Landeck
          - Bezirksgericht Landeck (BG00840)

        - Bezirk Lienz
          - Bezirksgericht Lienz (BG00850)

        - Bezirk Reutte
          - Bezirksgericht Reutte (BG00860)

        - Bezirk Schwaz
          - Bezirksgericht Schwaz (BG00870)
          - Bezirksgericht Zell am Ziller (BG00871)

    - in Vorarlberg:
      - Landesgericht Feldkirch (LG00929)
        - Bezirk Bregenz
          - Bezirksgericht Bezau (BG00910)
          - Bezirksgericht Bregenz (BG00911)

        - Bezirk Bludenz
          - Bezirksgericht Bludenz (BG00900)

        - Bezirk Dornbirn
          - Bezirksgericht Dornbirn (BG00920)

        - Bezirk Feldkirch
          - Bezirksgericht Feldkirch (BG00921)

## Gerichtshöfe des öffentlichen Rechts

### Verfassungsgerichtsbarkeit
- Verfassungsgerichtshof (VFGH)

### Verwaltungsgerichtsbarkeit
- Verwaltungsgerichtshof (VWGH)
- Verwaltungsgerichte erster Instanz:
  - Bundesfinanzgericht (BFG)
  - Bundesverwaltungsgericht (BVWG)
  - Landesverwaltungsgerichte:
    - Landesverwaltungsgericht Burgenland (LVWGBU)
    - Landesverwaltungsgericht Kärnten (LVWGKA)
    - Landesverwaltungsgericht Niederösterreich (LVWGNI)
    - Landesverwaltungsgericht Oberösterreich (LVWGOB)
    - Landesverwaltungsgericht Salzburg (LVWGSA)
    - Landesverwaltungsgericht Steiermark (LVWGST)
    - Landesverwaltungsgericht Tirol (LVWGTI)
    - Landesverwaltungsgericht Vorarlberg (LVWGVO)
    - Verwaltungsgericht Wien (LVWGWI)

## Aufgelöste Gerichte

### Gerichtshöfe erster Instanz
- Landesgericht für Strafsachen Wien II (1920–1939)
- Jugendgerichtshof (1929–1939, 1945–2003)

### Bezirksgerichte
Es sind nur Bundesländer und politische Bezirke, in denen Bezirksgerichte aufgelöst wurden, bzw. Bezirksgerichte im heutigen Österreich angeführt. Die Gerichte sind den Landesgerichtssprengeln im Zeitpunkt ihrer Schließung zugeordnet. Nachgestellt das Jahr der Auflösung. Es ist möglich, dass bestehende Bezirksgerichte bereits einmal aufgelöst und danach wieder gegründet wurden, so das Bezirksgericht Meidling (1939 mit dem Bezirksgericht Fünfhaus vereinigt, 1998 wieder eröffnet) oder das Bezirksgericht Josefstadt (1939 mit dem Bezirksgericht Innere Stadt vereinigt, 1993 wieder eröffnet).
- im OLG-Sprengel Wien:
  - in Wien:
    - im Sprengel der Wiener Landesgerichte:
      - Statutarstadt Wien
        - Bezirksgericht Sechshaus 1892
        - Bezirksgericht Alsergrund 1897
        - Bezirksgericht Mariahilf 1897
        - Bezirksgericht Innere Stadt II 1908
        - Bezirksgericht Wieden 1912
        - Bezirksgericht Leopoldstadt II 1915
        - Bezirksgericht Rudolfsheim 1922
        - Bezirksgericht Ottakring 1925
        - Bezirksgericht Währing 1925
        - Bezirksgericht Neubau 1932
        - Bezirksgericht Landstraße 1940
        - Bezirksgericht Margareten 1940
        - Exekutionsgericht Wien 1996
        - Strafbezirksgericht Wien 1996

  - in Niederösterreich:
    - im Sprengel des Landesgerichts St. Pölten:
      - Bezirk Amstetten:
        - Bezirksgericht St. Peter in der Au 2002

      - Bezirk Lilienfeld
        - Bezirksgericht Hohenberg 1854
        - Bezirksgericht Türnitz 1854
        - Bezirksgericht Hainfeld 2002

      - Bezirk Melk
        - Bezirksgericht Mank 2002
        - Bezirksgericht Ybbs 2014

      - Bezirk St. Pölten
        - Bezirksgericht Kirchberg an der Pielach 1962, stillgelegt seit 1943
        - Bezirksgericht Herzogenburg 2002

      - Bezirk Scheibbs
        - Bezirksgericht Göstling an der Ybbs 1854
        - Bezirksgericht Gaming 1962, stillgelegt seit 1943

      - Bezirk Tulln
        - Bezirksgericht Atzenbrugg 1924

    - im Sprengel des Landesgerichts Korneuburg
      - Bezirk Bruck an der Leitha
        - Bezirksgericht Hainburg a. d. Donau 2002

      - Bezirk Gänserndorf
        - Bezirksgericht Matzen 1945
        - Bezirksgericht Marchegg 1992
        - Bezirksgericht Groß-Enzersdorf 2002
        - Bezirksgericht Zistersdorf 2013

      - Bezirk Hollabrunn
        - Bezirksgericht Haugsdorf 1992
        - Bezirksgericht Ravelsbach 1992
        - Bezirksgericht Retz 2002

      - Bezirk Korneuburg
        - Bezirksgericht Floridsdorf Umgebung mit Sitz in Wien-Floridsdorf 1957
        - Bezirksgericht Stockerau 2013

      - Bezirk Mistelbach
        - Bezirksgericht Feldsberg, zuletzt mit Sitz in Poysdorf (für die nach dem Ersten Weltkrieg bei Österreich verbliebenen Gemeinden des Gerichtssprengels) 1922
        - Bezirksgericht Poysdorf 2002
        - Bezirksgericht Wolkersdorf 2002
        - Bezirksgericht Laa an der Thaya 2013

    - im Sprengel des Landesgerichts Krems an der Donau:
      - Bezirk Gmünd
        - Bezirksgericht Heidenreichstein 1854
        - Bezirksgericht Litschau 1992
        - Bezirksgericht Schrems 1992
        - Bezirksgericht Weitra 1992

      - Bezirk Horn
        - Bezirksgericht Geras 1962, stillgelegt seit 1943
        - Bezirksgericht Eggenburg 2002

      - Bezirk Krems
        - Bezirksgericht Mautern 1923
        - Bezirksgericht Gföhl 1992
        - Bezirksgericht Spitz 1992
        - Bezirksgericht Langenlois 2002

      - Bezirk Melk
        - Bezirksgericht Marbach an der Donau 1854
        - Bezirksgericht Pöggstall 1962, stillgelegt seit 1943
        - Bezirksgericht Persenbeug 1992

      - Bezirk Tulln
        - Bezirksgericht Oberstockstall mit Sitz in Grafenegg 1854
        - Bezirksgericht Kirchberg am Wagram 2002

      - Bezirk Waidhofen an der Thaya
        - Bezirksgericht Dobersberg 1925
        - Bezirksgericht Raabs an der Thaya 1992

      - Bezirk Zwettl
        - Bezirksgericht Schönbach 1854
        - Bezirksgericht Allentsteig 1992
        - Bezirksgericht Groß-Gerungs 1992
        - Bezirksgericht Ottenschlag 1992

    - im Sprengel des Landesgerichts Wiener Neustadt:
      - Bezirk Baden
        - Bezirksgericht Pottenstein 2005
        - Bezirksgericht Ebreichsdorf 2013

      - Bezirk Neunkirchen
        - Bezirksgericht Aspang 2002
        - Bezirksgericht Gloggnitz 2014

      - Bezirk Wiener Neustadt
        - Bezirksgericht Krumbach 1854
        - Bezirksgericht Gutenstein 1962, stillgelegt seit 1943
        - Bezirksgericht Kirchschlag in der Buckligen Welt 1992

  - im Burgenland:
    - im Sprengel des Landesgerichts Eisenstadt:
      - Bezirk Jennersdorf:
        - Bezirksgericht Jennersdorf 2018
- im Sprengel des Oberlandesgerichts Graz:
  - in der Steiermark:
    - im Sprengel der Grazer Landesgerichte:
      - Bezirk Deutschlandsberg
        - Bezirksgericht Eibiswald 2002
        - Bezirksgericht Stainz 2014

      - Statutarstadt Graz
        - Bezirksgericht für Strafsachen Graz 2004
        - Bezirksgericht für Zivilrechtssachen Graz (Das Gericht wurde formal nicht aufgelöst, sondern nach Übernahme des Bezirksgerichts für Strafsachen Graz 2005 zum Bezirksgericht Graz. 2007 wurde es zugleich mit der Neugründung des Bezirksgerichts Graz-West in Bezirksgericht Graz-Ost umbenannt.)

      - Bezirk Graz-Umgebung
        - Bezirksgericht Frohnleiten 2013

      - Bezirk Hartberg-Fürstenfeld
        - Bezirksgericht Friedberg 1976
        - Bezirksgericht Pöllau 1976
        - Bezirksgericht Vorau 1976
        - Bezirksgericht Hartberg 2013

      - Bezirk Leibnitz
        - Bezirksgericht Arnfels 1976
        - Bezirksgericht Wildon 2002

      - Bezirk Südoststeiermark
        - Bezirksgericht Fehring 1976
        - Bezirksgericht Kirchbach in Steiermark 1976
        - Bezirksgericht Mureck 2002
        - Bezirksgericht Bad Radkersburg 2014

      - Bezirk Weiz
        - Bezirksgericht Birkfeld 2002
        - Bezirksgericht Gleisdorf 2014

    - im Sprengel des Landesgerichts Leoben:
      - Bezirk Bruck-Mürzzuschlag
        - Bezirksgericht Aflenz 1923
        - Bezirksgericht Kindberg 2002
        - Bezirksgericht Mariazell 2002

      - Bezirk Leoben
        - Bezirksgericht Mautern 1923
        - Bezirksgericht Eisenerz 2002

      - Bezirk Liezen
        - Bezirksgericht Sankt Gallen 1976
        - Bezirksgericht Gröbming 2002
        - Bezirksgericht Rottenmann 2002
        - Bezirksgericht Bad Aussee 2004
        - Bezirksgericht Irdning 2013

      - Bezirk Murau
        - Bezirksgericht Neumarkt in Steiermark 2002
        - Bezirksgericht Oberwölz 2002

      - Bezirk Murtal
        - Bezirksgericht Obdach 1923
        - Bezirksgericht Oberzeiring 1976
        - Bezirksgericht Knittelfeld 2013

  - in Kärnten:
    - im Sprengel des Landesgerichts Klagenfurt:
      - Bezirk Hermagor
        - Bezirksgericht Kötschach 1977

      - Bezirk St. Veit an der Glan
        - Bezirksgericht Althofen 1978
        - Bezirksgericht Eberstein 1978
        - Bezirksgericht Friesach 1978
        - Bezirksgericht Gurk 1978

      - Bezirk Spittal an der Drau
        - Bezirksgericht Greifenburg 1972
        - Bezirksgericht Gmünd 1978
        - Bezirksgericht Millstatt 1978
        - Bezirksgericht Obervellach 1979
        - Bezirksgericht Winklern 1979

      - Bezirk Villach
        - Bezirksgericht Arnoldstein 1923
        - Bezirksgericht Paternion 1977
        - Bezirksgericht Rosegg 1979

      - Bezirk Völkermarkt
        - Bezirksgericht Eberndorf 1977

      - Bezirk Wolfsberg
        - Bezirksgericht Sankt Paul im Lavanttal 1977
        - Bezirksgericht Bad St. Leonhard im Lavanttal 1978
- im Sprengel des Oberlandesgerichts Linz:
  - in Oberösterreich:
    - im Sprengel des Landesgerichts Linz:
      - Bezirk Freistadt
        - Bezirksgericht Unterweißenbach 2002
        - Bezirksgericht Pregarten 2014

      - Bezirk Linz-Land
        - Bezirksgericht Linz-Land 2005 mit Sitz in Linz, wurde formell nicht aufgelöst, sondern anlässlich der Sitzverlegung in Bezirksgericht Traun umbenannt

      - Bezirk Perg
        - Bezirksgericht Grein 2002
        - Bezirksgericht Mauthausen 2014

      - Bezirk Rohrbach
        - Bezirksgericht Haslach 1923
        - Bezirksgericht Aigen 2002
        - Bezirksgericht Lembach 2002
        - Bezirksgericht Neufelden 2002

      - Bezirk Urfahr-Umgebung
        - Bezirksgericht Ottensheim 1958, seit 1947 stillgelegt
        - Bezirksgericht Urfahr-Umgebung mit Sitz in Linz-Urfahr 2013, ersetzt durch BG Urfahr, das auch für Teile der Stadt Linz zuständig ist, dieser Zustand bestand vorher schon bis 1958
        - Bezirksgericht Leonfelden 2013

    - im Sprengel des Landesgerichts Ried im Innkreis:
      - Bezirk Braunau am Inn
        - Bezirksgericht Wildshut 2003
        - Bezirksgericht Mauerkirchen 2005

      - Bezirk Ried im Innkreis
        - Bezirksgericht Obernberg am Inn 2005

      - Bezirk Schärding
        - Bezirksgericht Engelhartszell 2002
        - Bezirksgericht Raab 2002

    - im Sprengel des Landesgerichts Steyr:
      - Bezirk Kirchdorf
        - Bezirksgericht Grünburg 2002
        - Bezirksgericht Kremsmünster 2002, beide BG umfassten auch Teile des Bezirks Steyr-Land
        - Bezirksgericht Windischgarsten 2013

      - Bezirk Linz-Land
        - Bezirksgericht St. Florian 1958, stillgelegt seit 1943
        - Bezirksgericht Neuhofen an der Krems 2005
        - Bezirksgericht Enns 2014

      - Bezirk Steyr-Land
        - Bezirksgericht Weyer 2014

    - im Sprengel des Landesgerichts Wels:
      - Bezirk Grieskirchen
        - Bezirksgericht Waizenkirchen 1923
        - Bezirksgericht Haag am Hausruck 2002
        - Bezirksgericht Peuerbach 2014

      - Bezirk Vöcklabruck
        - Bezirksgericht Schwanenstadt 2005
        - Bezirksgericht Frankenmarkt 2013
        - Bezirksgericht Mondsee 2013

      - Bezirk Wels-Land
        - Bezirksgericht Lambach 2013

  - in Salzburg:
    - im Sprengel des Landesgerichts Salzburg:
      - Bezirk Hallein
        - Bezirksgericht Golling 1923
        - Bezirksgericht Abtenau 2003

      - Bezirk Salzburg-Umgebung
        - Bezirksgericht Mattsee 1923
        - Bezirksgericht St. Gilgen 2003
        - Bezirksgericht Neumarkt am Wallersee 2023
        - Bezirksgericht Oberndorf bei Salzburg 2023
        - Bezirksgericht Thalgau 2023 (die letzten drei wurden 2023 zu einem neuen BG Seekirchen am Wallersee zusammengelegt)

      - Bezirk St. Johann im Pongau
        - Bezirksgericht Goldegg im Pongau 1854
        - Bezirksgericht Großarl 1854
        - Bezirksgericht Gastein mit Sitz in Bad Hofgastein 2003
        - Bezirksgericht Werfen 2003
        - Bezirksgericht Radstadt 2005

      - Bezirk Tamsweg
        - Bezirksgericht St. Michael im Lungau 1962

      - Bezirk Zell am See
        - Bezirksgericht Lofer 1923
        - Bezirksgericht Taxenbach 2003
        - Bezirksgericht Mittersill 2005
        - Bezirksgericht Saalfelden 2017
- im Sprengel des Oberlandesgerichts Innsbruck:
  - in Tirol:
    - im Sprengel des Landesgerichts Innsbruck:
      - Bezirk Innsbruck-Land
        - Bezirksgericht Mieders 1923
        - Bezirksgericht Steinach 1982

      - Bezirk Kitzbühel
        - Bezirksgericht Hopfgarten 2002

      - Bezirk Landeck
        - Bezirksgericht Nauders 1920
        - Bezirksgericht Ried in Tirol 1982

      - Bezirk Lienz
        - Bezirksgericht Sillian 1925
        - Bezirksgericht Matrei in Osttirol 2002

      - Bezirk Schwaz
        - Bezirksgericht Fügen 1923

  - in Vorarlberg:
    - im Sprengel des Landesgerichtes Feldkirch:
      - Bezirk Bludenz
        - Bezirksgericht Montafon mit Sitz in Schruns 2017

### Gerichtshof des öffentlichen Rechts
- Asylgerichtshof (1. Juli 2008 bis 31. Dezember 2013)